# Giji Harem
Giji Harem (яп. 疑似ハーレム Гидзи ха:рэму, «Псевдогарем») — манга, написанная и проиллюстрированная Ю Сайто. Публиковалась в формате веб-манги в официальном твиттер-аккаунте Сайто с июня 2018 по март 2021 года. С января 2019 по март 2021 года манга параллельно публиковалась в журнале сёнэн-манги Monthly Shonen Sunday издательства Shogakukan и была издана в шести томах-танкобонах. Студией Nomad манга адаптирована в формат аниме-сериала, трансляция которого проходила с июля по сентябрь 2024 года.

## Сюжет
Ученики старшей школы Эйдзи Китахама и его кохай Рин Нанакура состоят в школьном драмкружке. Эйдзи мечтает о гареме, а влюблённая в него Рин решает, посредством своего актёрского мастерства, осуществить мечту сэмпая и начинает отыгрывать роли различных архетипов персонажей, в том числе цундэрэ и кудэрэ.

## Персонажи
Эйдзи Китахама (яп. 北浜 瑛二 Китахама Эйдзи) — участник драмкружка, отвечающий за декорации. Любит дурачиться. На момент начала сюжета второклассник старшей школы.
Сэйю: Нобухико Окамото
Рин Нанакура (яп. 七倉 凛 Нанакура Рин) — актриса, быстро ставшая звездой драмкружка. Чтобы зацепиться за внимание Эйдзи, начинает разыгрывать маски-архетипы персонажей из манги (цундэрэ, кудэрэ и пр.). На год младше Эйдзи. Иногда ведёт себя как маленькая девочка.
Сэйю: Саори Хаями
Аяка Нанакура (яп. 七倉 綾香 Нанакура Аяка) — младшая сестра Рин, первоклассница.
Сэйю: Маи Наруми
Мотокуни Накаяма (яп. 中山 元邦 Накаяма Мотокуни) — глава драмкружка, здоровенный парень, похожий на гориллу.
Сэйю: Дзюнъити Сувабэ
Цугуто Ивата (яп. 岩田 嗣人 Ивата Цугуто) — друг Эйдзи, пишет сценарии для постановок драмкружка.
Сэйю: Кодзи Юса
Мэгу (яп. めぐ) — подруга и одноклассница Рин.
Сэйю: Мариа Або
Кири Сирасава (яп. 白石 きり Сирасава Кири) — одногодка Рин и Мэгу, участница драмкружка.
Сэйю: Минако Сато

## Медиа

### Манга
Giji Harem, написанная и проиллюстрированная Ю Сайто, публиковалась в формате веб-манги в официальном твиттер-аккаунте автора с 20 июня 2018 по 5 марта 2021 года. С 12 января 2019 по 12 марта 2021 года главы Giji Harem параллельно публиковались в журнале сёнэн-манги Monthly Shonen Sunday издательства Shogakukan. Всего издательством Shogakukan издано шесть томов-танкобонов манги. Первый том поступил в продажу 12 марта 2019 года, шестой и последний — 12 апреля 2021 года.

#### Список томов
| №  | Дата публикации   | ISBN                   |
| -- | ----------------- | ---------------------- |
| 01 | 12 марта 2019 г.  | ISBN 978-4-0912-9095-3 |
| 02 | 8 августа 2019 г. | ISBN 978-4-0912-9365-7 |
| 03 | 10 января 2020 г. | ISBN 978-4-0912-9580-4 |
| 04 | 12 июня 2020 г.   | ISBN 978-4-0985-0140-3 |
| 05 | 12 ноября 2020 г. | ISBN 978-4-0985-0325-4 |
| 06 | 12 апреля 2021 г. | ISBN 978-4-0985-0468-8 |

### Аниме
Об адаптации манги в формат аниме-сериала было объявлено 10 апреля 2023 года. Его производством занялась студия Nomad, на должность режиссёра был назначен Тосихиро Кикути, сценаристом стала Юко Какихара, дизайнером персонажей — Ёсихиса Сато, композитором — Такэси Ватанабэ, а продюсированием музыки занялась компания Pony Canyon. Аниме-сериал транслировался с 5 июля по 20 сентября 2024 года на Tokyo MX и других телеканалах. Открывающая музыкальная тема — «Blouse» (яп. ブラウス Бураусу, «Блузка»), исполненная группой Gohobi; закрывающая — «Ad Lib» (яп. アドリブ Адо рибу, «Импровизация»), исполненная Саори Хаями от лица её персонажа.
В июне 2024 года аниме-сериал был лицензирован стриминговым сервисом Crunchyroll.

#### Список серий
| №  | Название                                                          | Режиссёр        | Премьера в Японии   |
| -- | ----------------------------------------------------------------- | --------------- | ------------------- |
| 01 | Начало нашей истории? «Моногатари но хадзимари?» (物語の始まり？) | Тосихиро Кикути | 5 июля 2024 г.      |
| 02 | Признание? «Кокухаку?» (告白？)                                   | Юити Сато       | 12 июля 2024 г.     |
| 03 | Уроки любви? «Рэнъай синан?» (恋愛指南？)                         | Рё Окубо        | 19 июля 2024 г.     |
| 04 | Вау! «WOW?»                                                       | Икухиро Мацуи   | 26 июля 2024 г.     |
| 05 | Летние каникулы «Нацу ясуми» (夏休み)                             | Юдаи Ханаока    | 2 августа 2024 г.   |
| 06 | Первое свидание? «Хацу дэ:то?» (初デート？)                       | Нао Миёси       | 9 августа 2024 г.   |
| 07 | Выпускной «Соцугё:» (卒業)                                        | Таканори Яно    | 16 августа 2024 г.  |
| 08 | Взрослые «Отона» (大人)                                           | Такаси Андо     | 23 августа 2024 г.  |
| 09 | Дорогой человек «Сукина хито» (好きな人)                          | Юсукэ Накагама  | 30 августа 2024 г.  |
| 10 | День рождения «Ба:судэй» (バースデイ)                             | Юити Сато       | 6 сентября 2024 г.  |
| 11 | Любовный треугольник? «Сан-каку канкэй?» (三角関係？)             | Хигасио Ямаути  | 13 сентября 2024 г. |
| 12 | Начало нашей истории «Моногатари но хадзимари» (物語の始まり)     | Тосихиро Кикути | 20 сентября 2024 г. |

## Приём

### Манга
В 2019 году манга была номинирована на премию Next Manga Award в категории «Лучшая печатная манга» и заняла по итогам голосования седьмое место в шорт-листе номинантов.

### Награды и номинации аниме
| Год  | Награда               | Результат  | Категория                                     | Номинант                | Прим.  |
| ---- | --------------------- | ---------- | --------------------------------------------- | ----------------------- | ------ |
| 2025 | Anime Trending Awards | 13-е место | Пара или шип года                             | Эйдзи и Рин             | [ 20 ] |
| 2025 | Anime Trending Awards | 9-е место  | Романтическое аниме года                      | Giji Harem              | [ 20 ] |
| 2025 | Anime Trending Awards | 10-е место | Эндинг года                                   | «Ad Lib» от Саори Хаями | [ 20 ] |
| 2025 | Japan Expo Awards     | Номинация  | Премия «Дарума» за лучшее романтическое аниме | Giji Harem              | [ 21 ] |